# Servizio pubblico federale giustizia
Il Servizio pubblico federale giustizia (in olandese Federale Overheidsdienst Justitie, in francese Service public fédéral Justice, in tedesco Föderaler Öffentlicher Dienst Justiz) è un servizio pubblico federale del governo federale belga, responsabile della giustizia. Il SPF è stato creato con Decreto reale il 23 maggio 2001.

## Storia
Il SPF Giustizia è nato con il nome "Comitato di giustizia" e "Ministero della giustizia" durante la creazione del Belgio nel 1830. Il primo ministro della giustizia è stato Alexandre Gendebien.
Il nome attuale di Servizio pubblico federale giustizia risale al 15 luglio 2002, a seguito della cosiddetta Piano Copernico.
L'attuale ministro federale della Giustizia nel governo De Wever è Annelies Verlinden.

## Organizzazione
Il Servizio pubblico federale della giustizia è composto da:
- Servizi di supporto (SE):
  - Personale e Organizzazione (P & O)
  - Bilancio e Controllo della logistica (UFCL)
  - Informazioni e Tecnologia delle comunicazioni (ICT);

- Direzioni generali:
  - Legislazione, Diritti fondamentali delle libertà (WL)
  - Organizzazione giudiziaria (GU I - magistratura e GU II - Servizi amministrativi, Corti e Tribunali)
  - Carceri (PPE);
- Monitore belga (MBS);
- Servizi e Commissioni indipendenti:
  - Commissione per l'assistenza finanziaria alle vittime di violenze intenzionali e di soccorritori occasionali,
  - Commissione sul gioco d'azzardo,
  - Centro per l'informazione e le Organizzazioni settarie (CIAOSN);
- Sicurezza dello Stato;
- Istituto Nazionale di Criminalistica e Criminologia (NCIC);
- Servizio per la politica criminale.

La Direzione generale delle Case di Giustizia (MJH) alla fine del 2014 è stata trasferita alla Federazione Vallonia-Bruxelles per comunità di lingua francese e alla Comunità fiamminga del Belgio quella fiamminga.